# USM 알제
위니옹 스포르티브 드 라 메디나 달제(Union Sportive de la Médina d'Alger) 또는 USM 알제(USM Alger)는 알제리 알제의 축구 클럽이다.

## 주요 경력
- 알제리 샹피오나 나시오날: 우승 8회 (1963, 1996, 2002, 2003, 2005, 2014, 2016, 2019 ), 준우승 3회 (1998, 2001, 2004)
- 알제리 컵: 우승 7회 (1981, 1988, 1997, 1999, 2001, 2003, 2004), 준우승 9회 (1969, 1970, 1971, 1972, 1973, 1978, 1980, 2006, 2007)
- CAF 챔피언스리그: 준결승 2회 (1997, 2003)

## 선수 명단

### 현역
- 모하메드 아민 부지안(2023 ~ )
- 지네딘 벨라이드(2020 ~ )
- 압둘라예 마이가(2010 ~ )

## 역대 감독
| 감독                 | 임기      |
| -------------------- | --------- |
| 라바 사단            | 1999~2000 |
| 에르베 르나르        | 2011      |
| 위베르 벨뤼          | 2013~2015 |
| 아델 암루셰          | 2016      |
| 폴 푸트              | 2016~2017 |
| 압델하크 벤치카      | 2022~2023 |
| 후안 카를로스 가리도 | 2023~2024 |